# Хард-рок
Хард-рок (енгл. Hard rock) је врста рок музике која своје најраније корене вуче из гаражног и психоделичног рока из половине 1960-их. Ова врста музике највише је била популарна током 1970-их, 1980-их и 1990-их. Одликује се употребом дисторзије електричних гитара, бас-гитара, клавијатура и бубњева. Хард рок је даље утицао на развој хеви метал музике.